# Nowy Dom (Brno)
Nowy Dom (Nový dům) – kolonia szesnastu funkcjonalistycznych jednorodzinnych domów mieszkalnych w Brnie wybudowana w roku 1928 jako wzorcowe osiedle nowoczesnych mieszkań prezentowane na odbywającej się wówczas wystawie „Współczesna Kultura Czechosłowacji”. Osiedle to, wraz z pięcioma innymi, określane jest mianem osiedla Werkbundu.

## Historia
Idea wzniesienia w Brnie wzorcowego osiedla mieszkalnego narodziła się w środowisku miejscowych architektów zafascynowanych od połowy lata dwudziestych funkcjonalizmem. Osiedle to miało prezentować najnowsze osiągnięcia czechosłowackiej architektury mieszkaniowej, a zwłaszcza miejscowego brneńskiego środowiska, dla którego inspiracją byli architekci francuscy z Le Corbusierem na czele oraz holenderscy z grupy De Stijl. Inspiracją dla twórców było wybudowane w roku 1927 osiedle Weißenhof w Stuttgarcie towarzyszące zorganizowanej przez Deutscher Werkbund wówczas wystawie mieszkaniowej. Dla pomysłodawców powstania kolonii Nový dům skupionych w organizacji Svaz československého díla będącej odpowiednikiem niemieckiego Werkbundu okazją stała się planowana na rok 1928 w Brnie wystawa „Współczesna Kultura Czechosłowacji”. Kolonia domów mieszkalnych miała być jedną z jej ekspozycji.
W przeciwieństwie do stuttgarckiego Weißenhof brneński Nový dům był inicjatywą całkowicie prywatną bez żadnego wsparcia finansowego ze strony państwa czy innych organizacji. Organizatorami budowy kolonii byli dwaj przedsiębiorcy budowlani František Uherka i Čeněk Ruller. W październiku 1927 r. zaprosili do współpracy dziewięciu architektów, którzy do końca tegoż roku opracowali dla nich projekty domów jednorodzinnych. Wybranymi przez nich architektami byli: Bohuslav Fuchs, Jaroslav Grunt, Jan Víšek, Arnošt Wiesner, Jaroslav Syřiště, Hugo Foltýn, Miroslav Putna, Jiří Kroha i Josef Štěpánek. Wszyscy oni z wyjątkiem Štěpánka, który pochodził z Pragi, byli miejscowymi architektami mieszkającymi i tworzącymi w Brnie. Była to jednak zróżnicowana pod względem wieku i doświadczenia grupa architektów. Najstarszy z nich Syřiště miał już wówczas prawie pięćdziesiąt lat, podczas gdy urodzeni na początku XX w. Foltýn i Putna nie ukończyli jeszcze studiów.
Celem budowy osiedla było propagowanie taniego i racjonalnego budownictwa mieszkaniowego dedykowanego klasie średniej, a także przedstawienie oferty potencjalnym klientom.
Budowa osiedla rozpoczęła się w lutym 1928 r., a otwarcie osiedla dla zwiedzających nastąpiło ze znacznym opóźnieniem bo dopiero 28 sierpnia 1928, już pod koniec wystawy. Nie cieszyła się też zbyt dużym zainteresowaniem wśród gości zwiedzających wystawę i zakończyła się stratami finansowymi dla inwestorów, przez co jeszcze przez pewien czas zwlekali z wypłata reszty honorarium dla architektów. Domy, które po zamknięciu wystawy miały zostać sprzedane nie znalazły w szybkim czasie nabywców, jedynie jeden udało się wynająć.
Osiedle przetrwało do czasów współczesnych w stanie niezmienionym, wszystkie domy zachowały się, choć ich właściciele przez lata dokonywali licznych zmian. Od lat dziewięćdziesiątych XX w. większość z nich chroniona jest jako zabytki architektury.

## Architektura
Kolonia Nový dům znajduje się w północno-zachodniej części Brna w dzielnicy Žabovřesky. Zajmuje działkę o kształcie trapezu ograniczoną ze wszystkich stron ulicami, którą w północnej części przecina jeszcze jedna ulica. Szesnaście domów jednorodzinnych skupionych jest w siedmiu grupach. Autorami koncepcji rozplanowania domów byli Bohuslav Fuchs i Jaroslav Grunt. Od południa przy ulicy Petřvaldskiej znajduje się szereg trzech domów nr 1-3 autorstwa Fuchsa oraz dwa połączone ze sobą domy nr 4-5 autorstwa Josef Štěpánka. Od wschodu przy ul. Šmejkalovej wzniesiono szereg trzech jednakowych domów o numerach 6-8 zaprojektowanych przez Jaroslava Grunta. Północną część kolonii oddzieloną od południowej ulicą Drnovicką tworzy pięć domów: wolnostojący dom nr 9 autorstwa Jiříego Krohy, szereg czterech domów o numerach 10-13, których autorami byli – Hugo Foltýn (nr 10), Miroslav Putna (nr 11) i Jan Víšek (nr 12-13) oraz jeszcze jeden wolnostojący dom nr 14 zaprojektowany przez Jaroslava Syřiště. Całość zamykał od zachodu znajdujący się przy ul. Bráfovej dwurodzinny dom nr 15-16 autorstwa Arnošta Wiesnera.
Ze względu na małą powierzchnię działki kolonia składa się wyłącznie z domów jednorodzinnych. Wszystkie domy zostały zaprojektowane według ustalonych wcześniej zasad. Domy miały być dwupiętrowe, z płaskim dachem, bez podpiwniczenia. Parter miały zajmować wyłącznie pomieszczenia gospodarcze i ewentualnie garaż, pierwsze piętro miało być częścią dzienną z kuchnią, jadalnią i pokojem dziennym, a na drugim piętrze sypialnie z wyjściem na taras. Domy miały też być wyposażone w wbudowane meble oraz znormalizowane drzwi i okna. Ujednolicenie dotyczyło także konstrukcji. Wszystkie domy otrzymały żelbetowy szkielet wypełniony bloczkami z ziemi okrzemkowej. Jedynym wyjątkiem był ceglany dom nr 14. W większości domów wykorzystano drewniane okna dwu- i trójskrzydłowe bez podziałów szprosami. W domach zamontowano centralne ogrzewanie, w tym z wykorzystaniem ciepłego powietrza. Wszystkie domy oprócz jednego miały białe tynki zewnętrzne. 
W ocenie współczesnych historyków architektury kolonia Nový dům prezentowana pod koniec brneńskiej wystawy, pomimo jej finansowego frekwencyjnego fiaska, stała się ważnym elementem w historii czechosłowackiej architektury modernistycznej. Próba adaptacji nowoczesnych trendów w światowej architekturze mieszkaniowej do miejscowych warunków, która była tu przedmiotem prezentacji, stała się w latach trzydziestych wzorcem w projektowaniu domów mieszkalnych dla wielu czechosłowackich architektów modernizmu.
Kolonia Nový dům współcześnie

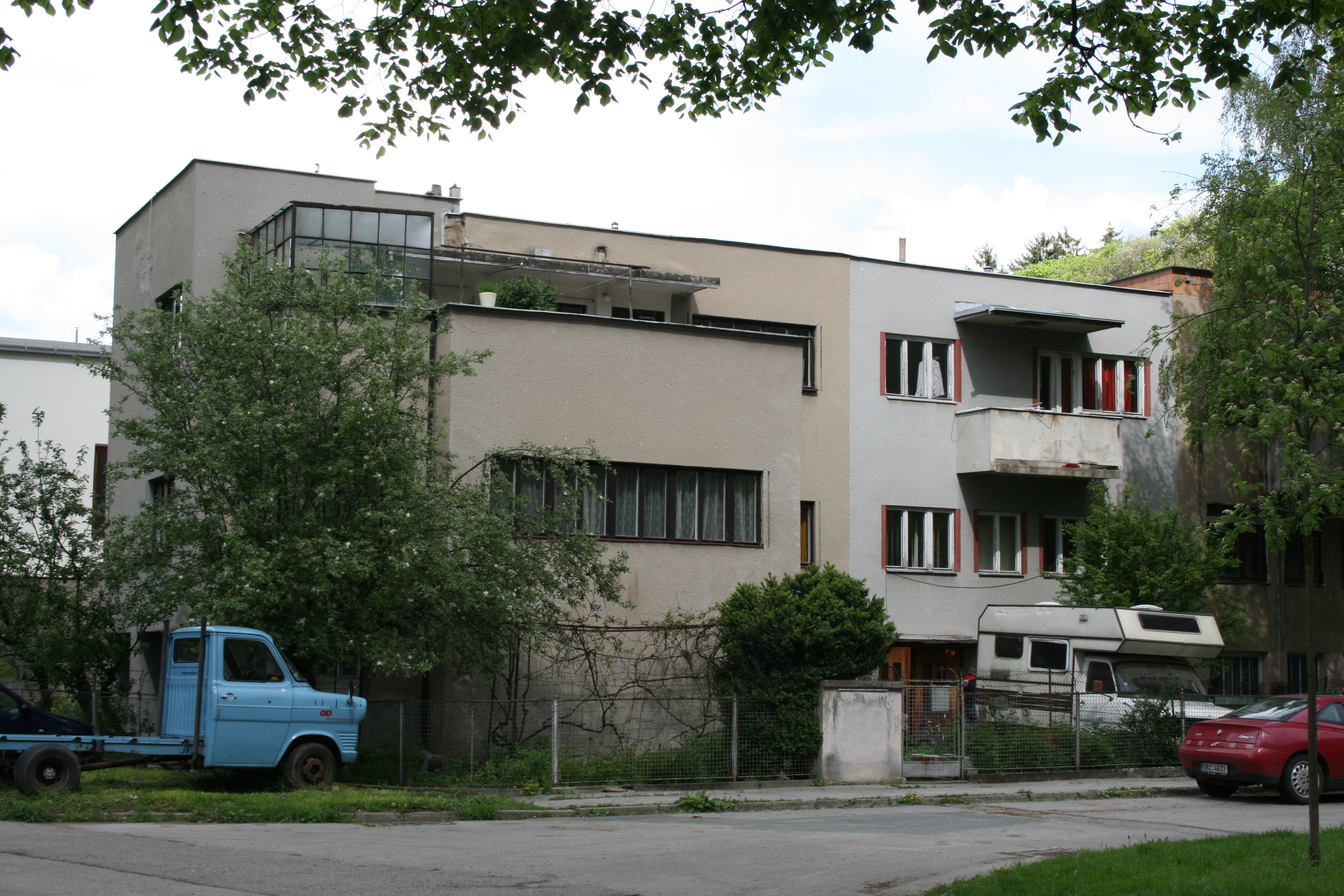
Domy nr 1 i 2. Arch. Bohuslav Fuchs
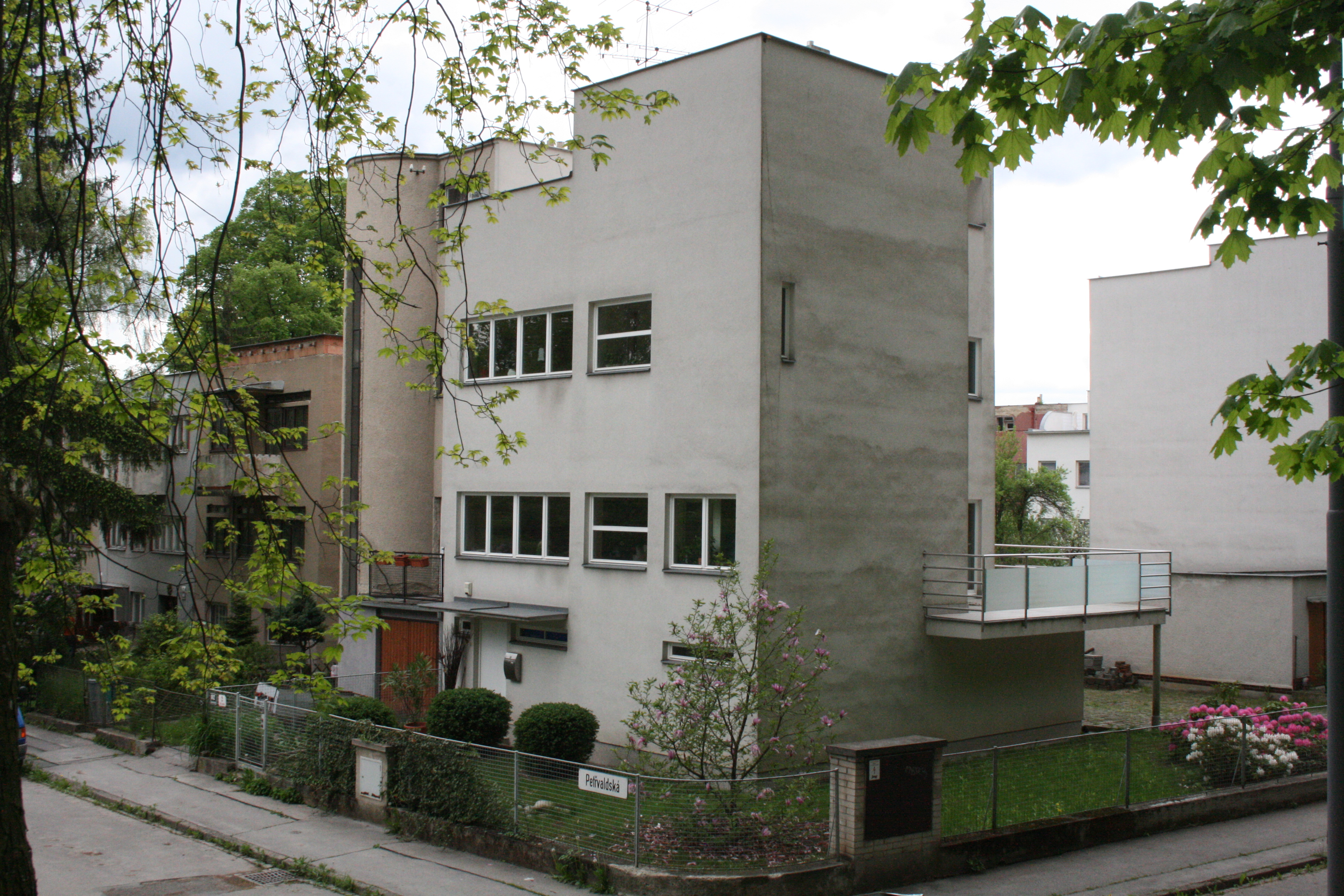
Domy nr 4 i 5. Arch. Josef Štěpánek
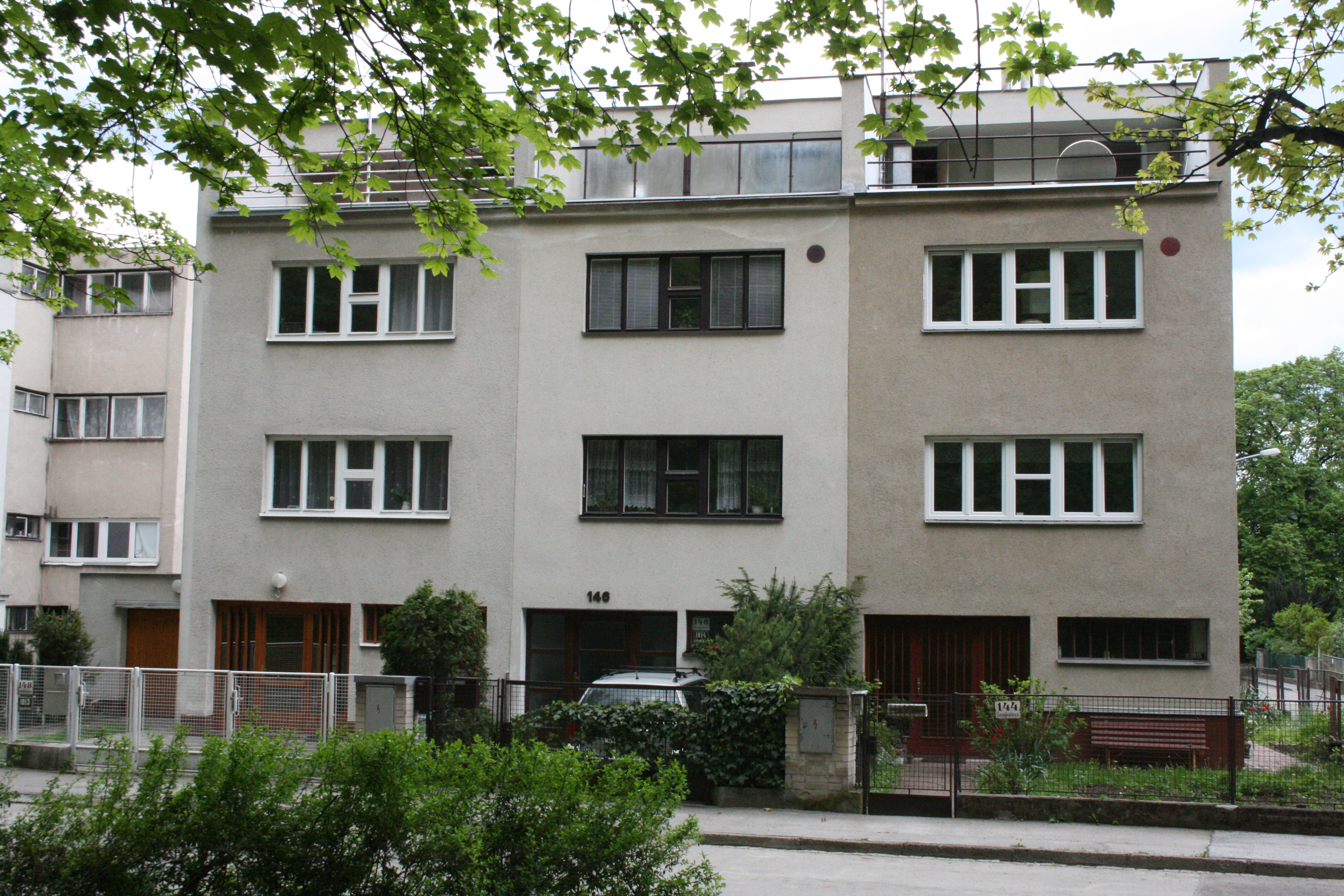
Domy nr 6-8. Arch. Jaroslav Grunt
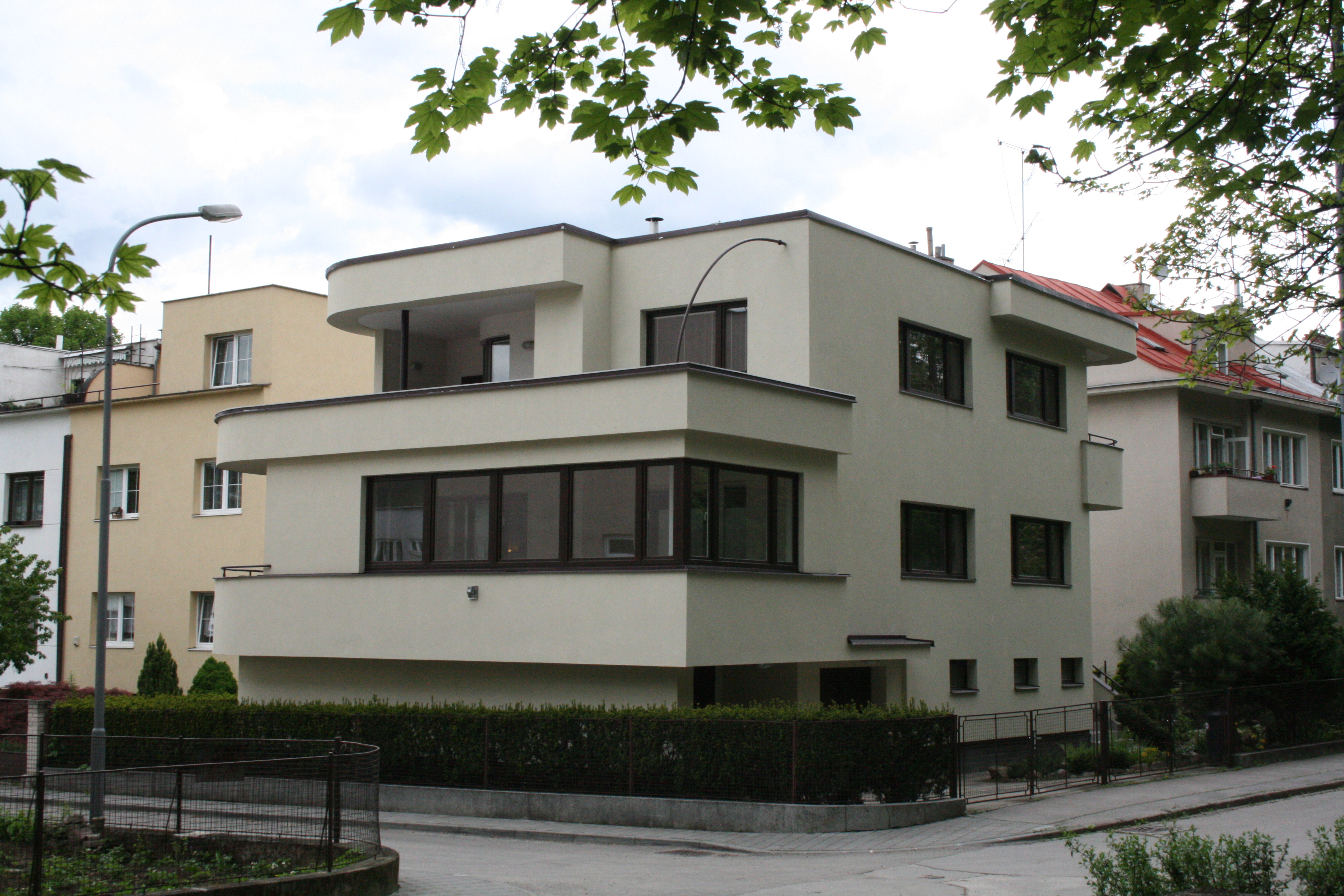
Dom nr 9. Arch. Jiří Kroha
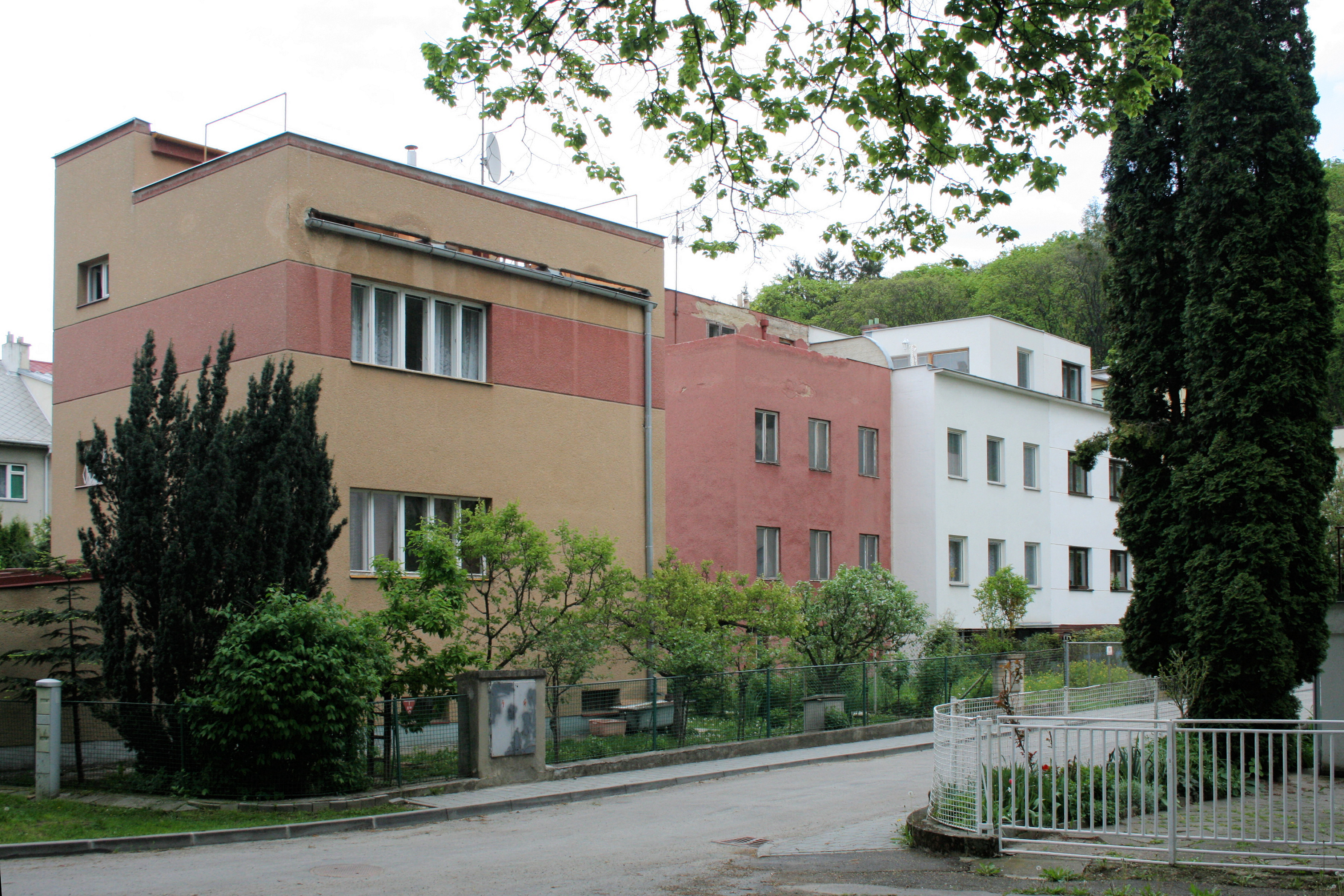
Dom nr 14. Arch. Jaroslav Syřiště, dalej nr 13 i 12, Arch. Jan Víšek
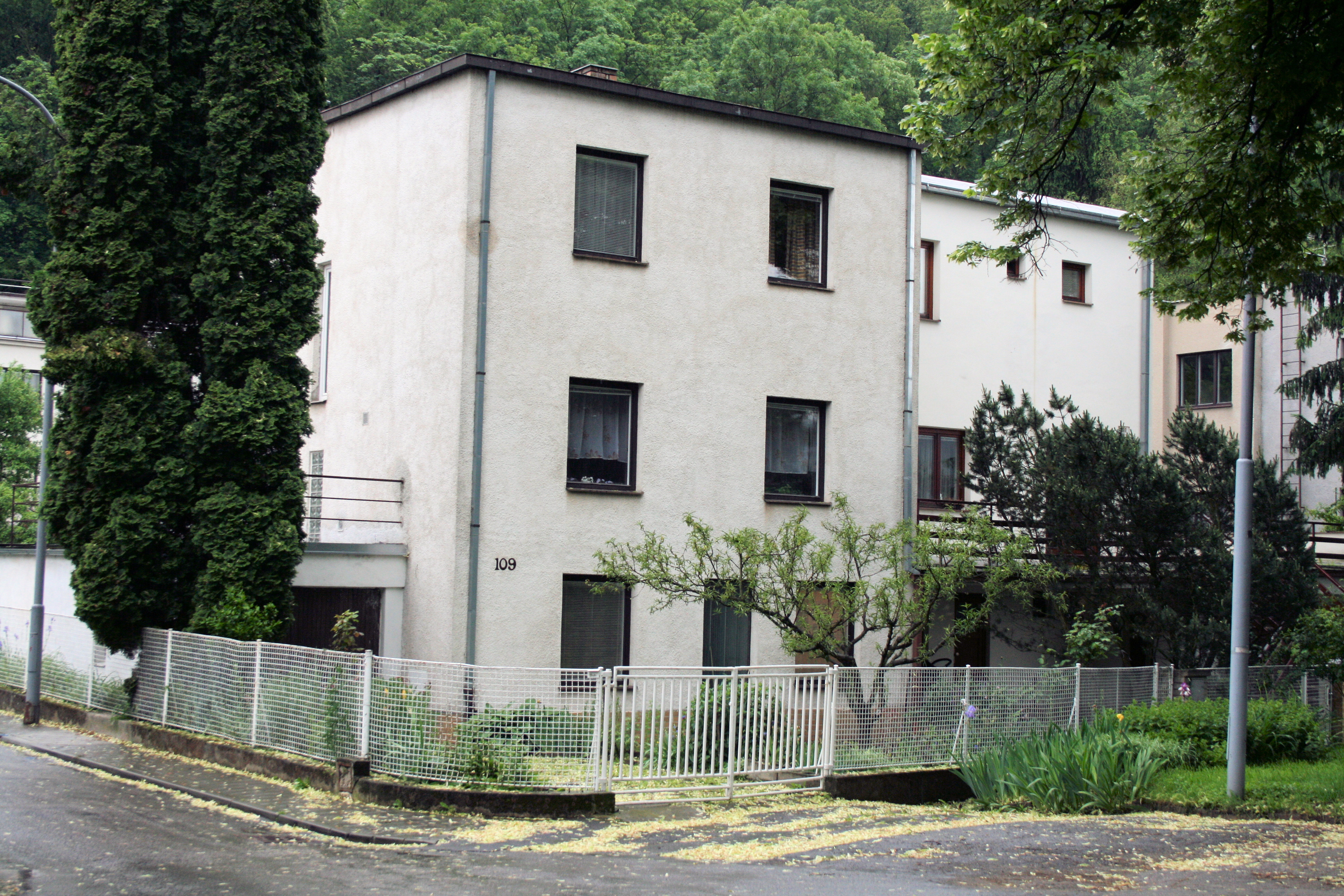
Dom nr 15-16. Arch. Arnošt Wiesner

## Literatura
- Jan Sedlák: Kolonia „Nowy Dom” w Brnie. W: Ten wspaniały wrocławski modernizm. Materiały z konferencji Komisji Architektury i Urbanistyki wrocławskiego oddziału Polskiej Akademii Nauk Wrocław 1991. Wrocław: Wydawnictwo VIA, 1998, s. 177-190.